# Trichomanes tomaniiviense
Trichomanes tomaniiviense là một loài dương xỉ trong họ Hymenophyllaceae. Loài này được Brownlie mô tả khoa học đầu tiên..
Danh pháp khoa học của loài này chưa được làm sáng tỏ. 